# (37632) 1993 TT37
1993 TT37 (asteroide 37632) é um asteroide da cintura principal. Possui uma excentricidade de 0.13308940 e uma inclinação de 7.66674º.
Este asteroide foi descoberto no dia 9 de outubro de 1993 por Eric Walter Elst em La Silla.